# Groningue-Münster
Groningue-Münster est une ancienne course cycliste disputée entre les villes de Groningue, aux Pays-Bas, et Münster, en Allemagne. Elle a eu lieu de 2000 à 2004. Elle appartenait au calendrier de l'Union cycliste internationale, en catégorie 1.5 en 2000, puis 1.4 en 2001 et 1.3 à partir de 2002.

## Palmarès
| Année | Vainqueur       | 2e                | 3e                |
| 2000  | Aart Vierhouten | Raymond Meijs     | Marcus Ljungqvist |
| 2001  | Tom Cordes      | Enrico Poitschke  | Michal Precechtel |
| 2002  | Olaf Pollack    | Steffen Radochla  | David McKenzie    |
| 2003  | Robert Förster  | Olaf Pollack      | Jonas Owczarek    |
| 2004  | Robert Förster  | Sebastian Siedler | David Kopp        |